# Gribbohm
Gribbohm település Németországban, Schleswig-Holstein tartományban. Lakosainak száma 420 fő (2023. december 31.).

## Népesség
A település népességének változása:
| Lakosok száma | 437  | 446  | 448  | 424  | 425  | 420  |
|               | 1975 | 2017 | 2019 | 2021 | 2022 | 2023 |